# Liste des sénateurs belges (législature 1987-1991)
Pour les articles homonymes, voir Liste des sénateurs belges.
Liste des sénateurs pour la législature 1987-91 en Belgique, à la suite des élections législatives  par ordre alphabétique.

## Bureau

### Président
- Frank Swaelen (11.10.88) remplace Lambert Kelchtermans (16.05.88) remplace Roger Lallemand

## Membres

### Sénateurs de droit
- Prince Albert de Belgique

### élus
1. Hugo Adriaensens (arr.Malines-Turnhout) (renonce en 1991; remplacé par Mme Lydia Maximus)
2. Alex Arts (arr.Hasselt-Tongres-Maaseik)
3. Antoine (arr.Charleroi-Thuin)
4. Charles Aubecq (arr.Nivelles)
5. Jean Barzin (arr.Namur-Dinant-Philippeville)
6. Jan Bascour (arr.Bruxelles)
7. Robert Belot (arr. Namur/Dinant-Philippeville)
8. Roger Blanpain (arr.Louvain) (renonce 30.07.1989)
9. Elie Bockstal (arr. Audenarde-Alost)
10. Pol Boël (arr.Mons-Soignies)
11. René Borremans (arr.Charleroi-Thuin)
12. Jozef H. Bosmans (arr.Anvers)
13. Jacky Buchmann (arr.Anvers)
14. Michel Capoen, secrétaire (àpd. 16.05.1988) (arr.Courtrai-Ypres)
15. Georges Cardoen (arr.Bruxelles)
16. Jos Chabert (arr.Bruxelles)
17. Robert Collignon (arr.Huy-Waremme)
18. Willem Content (arr. Bruges)
19. Etienne Cooreman (nl) (arr.Termonde/Saint-Nicolas)
20. Amand Dalem (arr.Namur-Dinant-Philippeville)
21. André De Beul (arr. Anvers)
22. Jos De Bremaeker (arr.Anvers)
23. Arnaud Decléty (arr. Tournai-Ath-Mouscron)
24. Jean-Maurice Dehousse (arr.Liège)
25. Herman De Loor (arr. Audenarde-Alost)
26. Mme Janine Delruelle-Ghobert (arr. Liège)
27. Adhémar Deneir (arr.Gand-Eeklo)
28. Paul Deprez (arr.Courtrai-Ypres)
29. Yves de Seny (arr. Huy-Waremme)
30. Jos De Seranno, questeur (arr. Malines-Turnhout)
31. Georges Désir (arr.Bruxelles)
32. Elie Deworme[1] (arrts du Luxembourg)
33. Roger De Wulf (arr.Bruxelles)
34. Mme Paula D'Hondt-Van Opdenbosch[2] (arr. Audenarde-Alost)
35. Maurice Didden (arr. Hasselt-Tongres-Maaseik)
36. Ludo Dierickx (arr.Anvers)
37. Karel Dillen (arr. Anvers) (renonce 22.6.1989) remplacé par Wim Verreycken
38. Freddy Donnay (arr.Liège)
39. Robert Garcia (arr. Bruxelles)
40. Gaston Geens (arr.Louvain)
41. Jean Gevenois (arr. Mons-Soignies)
42. Lucien Glibert (arr.Nivelles)
43. André Grosjean (arr.Verviers)
44. Eric Gryp (arr.Gand-Eeklo)
45. François Guillaume (arr.Bruxelles)
46. Michel Hansenne (arr.Liège) (jusque 2.3.89)
47. Paul Hatry (arr.Bruxelles)
48. Gustave Hofman (arr.Liège)
49. Joseph Houssa (arr.Verviers)
50. Guido Janzegers (arr.Louvain)
51. Theo Kelchtermans, 1er vice-président (jusque 16.5.1988) ensuite président (arr.Hasselt-Tongres-Maaseik)
52. Henri Knuts (arr.Hasselt/Tongres-Maaseik) (+ 17.1.1989) remplacé 2.2.89 par Julien Dufaux
53. Willy Kuijpers (arr.Louvain) (àpd. 1989)
54. Roger Lallemand, président (jusque 10.5.1988) (arr.Bruxelles)
55. Jacques Laverge (arr.Courtrai-Ypres)
56. Pierre Lenfant (arr.Tournai-Ath-Mouscron)
57. Guy Lutgen (arrts du Luxembourg)
58. Walter Luyten (arr.Malines-Turnhout)
59. Pierre Mainil[3] (arr.Mons-Soignies)
60. Jacky Marchal (arr. Nivelles)
61. Prosper Matthys (arr. Termonde/Saint-Nicolas)
62. Mme Jacqueline Mayence-Goossens (arr. Charleroi-Thuin)
63. Guy Moens (arr. Hasselt-Tongres-Maaseik)
64. Georges Mommerency (arr. Furnes-Dixmude-Ostende)
65. Philippe Monfils (arr.Liège)
66. Serge Moureaux (arr. Bruxelles)
67. Mme Denise Nélis (arr.Charleroi-Thuin)
68. Alfons Op 't Eynde, secrétaire (arr.Hasselt-Tongres-Maaseik)
69. Mme Maria Panneels-Van Baelen, secrétaire (arr.Bruxelles)
70. Gaston Paque, questeur (arr.Liège)
71. Nestor Pécriaux (arr. Charleroi-Thuin)
72. Gilbert Pede (arr.Gand-Eeklo)
73. Walter Peeters (arr. Termonde-Saint-Nicolas)
74. Eric Pinoie (arr.Courtrai-Ypres)
75. Jean Poulain (arr. Namur/Dinant-Philippeville)
76. Édouard Poullet (arr. Bruxelles)
77. André Schellens (arr. Louvain)
78. Marcel Schoeters (arr. Anvers)
79. Willy Seeuws, 2e vice-président (arr.Gand-Eeklo)
80. Henri Simonet (arr.Bruxelles)
81. Guy Spitaels (arr.Tournai-Ath-Mouscron)
82. Georges Sprockeels (arr.Louvain) (+ 6.5.1991) remplacé par Mandus Verlinden
83. Herman Suykerbuyk (arr.Anvers)
84. Frank Swaelen (arr. Anvers)
85. Willy Taminiaux (arr. Mons-Soignies)
86. Théophile Toussaint, 1er vice-président (àpd. 16.5.1988) (arr.Charleroi-Thuin)
87. Mme Maria Tyberghien-Vandenbussche (arr.Furnes-Dixmude-Ostende)
88. Jean-François Vaes (arr. Bruxelles)
89. Jef Valkeniers[4], secrétaire (jusque 16.5.1988) (arr. Bruxelles)
90. Arnold Van Aperen (arr.Malines-Turnhout)
91. Rik Vandekerckhove, secrétaire (+4.8.1990) (arr. Hasselt-Tongres-Maaseik) remplacé par Jef Van Bree
92. Octaaf Van den Broeck, questeur (arr.Termonde-Saint-Nicolas)
93. Jacques Vandenhaute (arr. Bruxelles)
94. Julien Vandermarliere (arr.Bruges)
95. Eloi Vandersmissen (arr. Hasselt-Tongres-Maaseik)
96. Victor Van Eetvelt (arr. Malines-Turnhout)
97. Bob Van Hooland (arr.Gand-Eeklo)
98. Robert Vanlerberghe (arr.Roulers-Tielt)
99. Antoon Van Nevel (arr.Gand-Eeklo)
100. Roger Vannieuwenhuyze, secrétaire (arr. Roulers-Tielt)
101. Robert Van Rompaey (arr.Malines-Turnhout)
102. Joris Verhaegen (arr.Malines-Turnhout)
103. Louis Waltniel (arr.Audenarde-Alost)
104. Johan Weyts (arr.Bruges)
105. Pierre Wintgens (arr.Verviers)
106. Jos Wijninckx (arr.Anvers) (renonce en 1990) remplacé 9.01.1990 par Isidore Egelmeers

### provinciaux

#### Province d'Anvers
1. Mme Magda Aelvoet
2. Paul Akkermans (renonce 1.1.1989; remplacé par André Bens-renonce en 1990; remplacé par Bob Cools)
3. Aloïs De Backer
4. Isidore Egelmeers, questeur (élu direct en 9.01.1990) remplacé par Vermeulen
5. Oktaaf Meyntjens (renonce en 1989; remplacé par Rob Geeraerts)
6. Frans Vanderborght
7. Jos Vanroy (renonce en 1989: remplacé par Mme Els Van den Bogaert-Ceulemans)
8. Karel Verschueren

#### Province de Brabant
1. Alberto Borin
2. Hans De Belder (renonce en 1991; remplacé par Michiels)
3. Jean-Pierre de Clippele, 3e vice-président
4. Claude Desmedt
5. Achiel Diegenant
6. Hervé Hasquin
7. Robert Hotyat
8. Raymond Langendries
9. Yvan Ottenbourgh
10. Edgard Peetermans (+ 16.9.1991) remplacé par Roger Wierinckx
11. Maxime Stroobant

#### Province de Flandre-Orientale
1. Georges Anthuenis
2. Walter Claeys (nl)
3. Crucke
4. Ferdinand De Bondt
5. André Geens[5]
6. Paul Pataer
7. Clement Priëels (renonce en 1991; remplacé par Leonard Quintelier)

#### Province de Flandre-Occidentale
1. Maurice Bourgois
2. Willy Declerck
3. Ferdinand Ghesquière
4. Jan P. Leclercq
5. André Vanhaverbeke

#### Province de Hainaut
1. Mme Claudette Coorens
2. Daniel Delloy
3. Pierre Falize
4. Roger Henneuse
5. Maurice Lafosse (renonce en 1989; remplacé par Freddy Deghilage)
6. Charles Petitjean

#### Province de Limbourg
1. Laurens Appeltans
2. Firmin Aerts
3. André Kenzeler

#### Province de Liège
1. Alfred Evers
2. Georges Flagothier, questeur
3. Guy Mathot
4. Henri Mouton, secrétaire
5. Mme France Truffaut

#### Province de Luxembourg
1. Jean Bock, secrétaire
2. Yves Evrard
3. Guy Larcier

#### Province de Namur
1. André Bouchat
2. Jean V. Leclercq (renonce en 1990; remplacé par Philippe Mahoux)
3. Guy Saulmont

### cooptés
- Frans Baert
- Maurice Bayenet
- Mme Jeannine Blomme
- Étienne Cerexhe
- baron Pierre Clerdent
- Carlo De Cooman
- Yves de Wasseige
- Antoine Duquesne
- Bernard Eicher
- Fred Erdman
- Robert Gijs
- Mme Huberte Hanquet
- Mme Cécile Harnie
- Robert Henrion
- Lucienne Herman-Michielsens
- André Holsbeke
- Paul Lannoye (renonce en 1989)
- Edward Leemans
- Mme Lisette Lieten-Croes
- DrCharles Minet
- René Noerens
- Max Smeers (renonce en 1989; remplacé 11.5.89 par Paul Tant)
- Mme Nora Staels-Dompas
- René Swinnen
- Herman Van Rompuy[6]
- Herman Van Thillo
- Allewaert remplaçant en 1991